# مارينهوف (مسلسل تلفزيوني)
مارينهوف (بالألمانية: Marienhof) هو مسلسل دراما تم إنتاجه في ألمانيا. بدأ عرضه في سنة 1992 على القناة الألمانية الأولى. بلغ عدد حلقاته 4053 حلقة، وتبلغ مدة الحلقة الواحدة 25 دقيقة. تم بث المسلسل لأول مرة بتاريخ 1 أكتوبر 1992 بينما تم بث آخر حلقة منه بتاريخ 15 يونيو 2011. من بطولة سفين ثيمان، يواكيم ريبشر، أنكه سيفينيتش وفيكتوريا برامز. تقع أحداثه في ضاحية مارينهوف الخيالية في كولونيا. ناقش المسلسل مواضيع مثل التشرد، المثلية الجنسية، السرطان، تعاطي المخدرات، الاغتصاب، الإساءة للأطفال، الإيدز، القتل والخيانة الزوجية.

## روابط خارجية
- مارينهوف على موقع IMDb (الإنجليزية)
- مارينهوف على موقع كينوبويسك (الروسية)
- مارينهوف على موقع قاعدة بيانات الفيلم (الإنجليزية)